# Alexis-Jean-Pierre Paucton
Alexis-Jean-Pierre Paucton (* 10. Februar 1732 in La Baroche-Gondouin (Département Mayenne); † 15. Juni 1798 in Paris) war ein französischer Mathematiker.

## Leben
Alexis-Jean-Pierre Paucton stammte von armen Eltern ab und hatte bis zu seinem 18. Lebensjahr nur geringen Unterricht. Dann erst gab ihm ein Geistlicher, der mit ihm Freundschaft schloss, zwei Jahre lang Lehrstunden. So einigermaßen vorbereitet, ging Paucton nach Nantes, wo er Mathematik und Steuermannskunde studierte. Dann trat er in Paris als Privaterzieher auf. Die erste schriftliche Arbeit, durch die er der gelehrten Welt bekannt wurde, war seine Théorie de la vis d’Archimède (Paris 1768), worin er manche nützliche Anwendungen der Archimedischen Schraube, z. B. beim Mühlenbau, vortrug, und in einem Anhang Untersuchungen über die Stärke der Hölzer mitteilte. Dieses Werk ist eigentlich die weitere Ausführung einer Abhandlung, die er 1765 der Königlich Preußischen Akademie der Wissenschaften zu Berlin für eine von dieser gestellte Preisfrage eingesandt hatte, ohne jedoch den Preis zu erhalten. Pauctons Schrift verdient mit jenen Ausführungen verglichen zu werden, die vor ihm Daniel Bernoulli in seiner Hydrodynamik, Leonhard Euler im fünften Band der Novi Commentarii Academiae Petropolitanae und der Jesuit Belgrado in einer 1767 zu Parma gedruckten Abhandlung über denselben Gegenstand machten. 
1780 gab Paucton ein größeres Werk unter dem Titel Métrologie, ou traité des mesures, poids et monnaies des anciens peuples et des modernes zu Paris heraus, das vielen späteren Werken ähnlichen Inhalts als Grundlage diente und noch im 19. Jahrhundert neben so vielen seit Einführung des metrischen Systems erschienenen allgemeinen und besonderen Metrologien seinen Wert behielt. Ein Jahr später erschien zu Paris Pauctons Théorie des lois de la nature, ou la science des causes et des effects, worin die von Leibniz in einer Schrift gegen die Kartesianer angedeuteten Ansichten über die Mitteilung der Bewegung weiter ausgeführt werden. Am Schluss dieses Werks steht eine Dissertation sur les pyramides d’Égypte, in der Paucton zu zeigen sucht, dass seine in der vorstehenden Schrift enthaltene Theorie schon den ägyptischen Priestern bekannt gewesen und von diesen in geheimnisvoller Hülle an jenen alten Denkmälern ausgedrückt sei. Jean-Étienne Montucla, der als Zensor den Entwurf dieses mit großen Ansprüchen auftretenden Werks gelesen hatte, sah darin nur ein algebraisches Galimathias. Minder streng urteilt Mauduit darüber, ohne jedoch dem Verfasser völlig beizustimmen.
Pauctons äußere Lage wurde durch seine oben genannten gelehrten Arbeiten nur insofern verbessert, als er hierdurch eine mathematische Lehrstelle in Straßburg erhielt. Diese musste er jedoch bald wieder aufgeben, weil er beim Anrücken der Österreicher gegen Straßburg nicht die Mittel besaß, sich sowie seine Gattin und seine drei Kinder für eine zu befürchtende Blockade der Stadt hinreichend zu verproviantieren. Er zog sich darauf nach Dole zurück, wo er in einem Pensionat für einen Jahresgehalt von 600 Livres Mathematik lehrte. Von dort berief ihn der Innenminister am 22. November 1796 zu einer Stelle im Katasteramt als Rechner an der Connaissance des temps. Paucton kam also wieder nach Paris und wurde dort zum korrespondierenden Mitglied des Instituts ernannt. 1796 wurde er auch Mitglied der Académie des sciences. Vom Nationalkonvent hatte er eine finanzielle Unterstützung von 3000 Francs erhalten und schien nun einer angenehmeren Zukunft entgegenzublicken, doch bereits am 15. Juni 1798 ereilte ihn der Tod. Unter seinen hinterlassenen Schriften fand sich eine Übersetzung der Orphischen Hymnen, eine Schrift über Gnomonik und eine Theorie des fliegenden Wagens (Pterophor), wovon die ersten Ideen schon in seiner Théorie de la vis d’Archimède angegeben sind.